# 딜런 커스먼
딜런 커스먼(Dylan Kussman, 1971년 1월 21일 ~ )은 미국의 배우이다.

## 출연 작품
- 리차드 쥬얼 (2019) - 브루스 휴스 역
- 미이라 (2017)
- 레슬링 예루살렘 (2016)
- 미션: 블랙리스트 (2014)
- 레더헤즈 (2008)
- 텐 틸 눈 (2006)
- 와일드 씽 2 (2004)
- 엑스맨 2 - 엑스투 (2003)
- 웨이 오브 더 건 (2000)
- 아틀란틱의 꿈 (1991)
- 죽은 시인의 사회 (1989)